# Galileo (televizijska emisija)
Galileo je zabavno-obrazovna emisija. Emisija se emitirala na RTL Televiziji. Galileo je na malim ekranima prikazivan subotom i nedjeljom od 19:15 sati, a emisija je bila namijenjena za sve uzraste.

## Voditelji
- Nino Štambuk
- Goran Fistanić